# O'Neill (asgardská loď)
O'Neill je fiktivní vesmírná loď ze seriálu Hvězdná brána.

## O lodi
Je to první loď postavena asgardy výhradně pro boj s replikátory. Asgardé poprvé tuto loď představili v seriálu Hvězdná brána v díle Malá vítězství (série 4, epizoda 1). Je pojmenovaná po plukovníkovi, později i generálovi O'Neillovi. Je to zatím nejvyspělejší technický výtvor asgardů. První verze lodi však musela být zničena ještě před svým dokončením, poté co se replikátoři pokusili obsadit domovskou planetu asgardů. Carterová vymyslela plán, jak lodě ovládané replikátory zničit, ale bylo zapotřebí zničit i novou loď O'Neill. Plán vyšel a loď O´Neill se poté začala vyrábět sériově a nahradila lodě typu biliskner.